# Корнилий (сотник)
Корни́лий, со́тник (др.-греч. Κορνήλιος ἑκατοντάρχης, лат. Cornelius, centurio — «Корнелий кентурио») — римский сотник (центурион) из Кесарии Палестинской, обращённый в христианство апостолом Петром, епископ. Рассказ о сотнике Корнилии приводится в книге Деяния апостолов (Деян. 10:1-48).
Согласно новозаветному рассказу, Корнилий был «благочестивый и боящийся Бога» человек. Боящимися Бога называли тех из язычников, кто почитал Бога Израиля, но не вступал в иудейскую общину и не становился прозелитом. Однажды Корнилию явился ангел, сказавший: «молитвы твои и милостыни твои пришли на память пред Богом. Итак пошли людей в Иоппию и призови Симона, называемого Петром» (Деян. 10:4-5). Корнилий выполнил указание ангела и, после проповеди Петра в его доме, крестился. Корнилий первым из язычников стал христианином. Других сведений о нём Новый Завет не содержит.

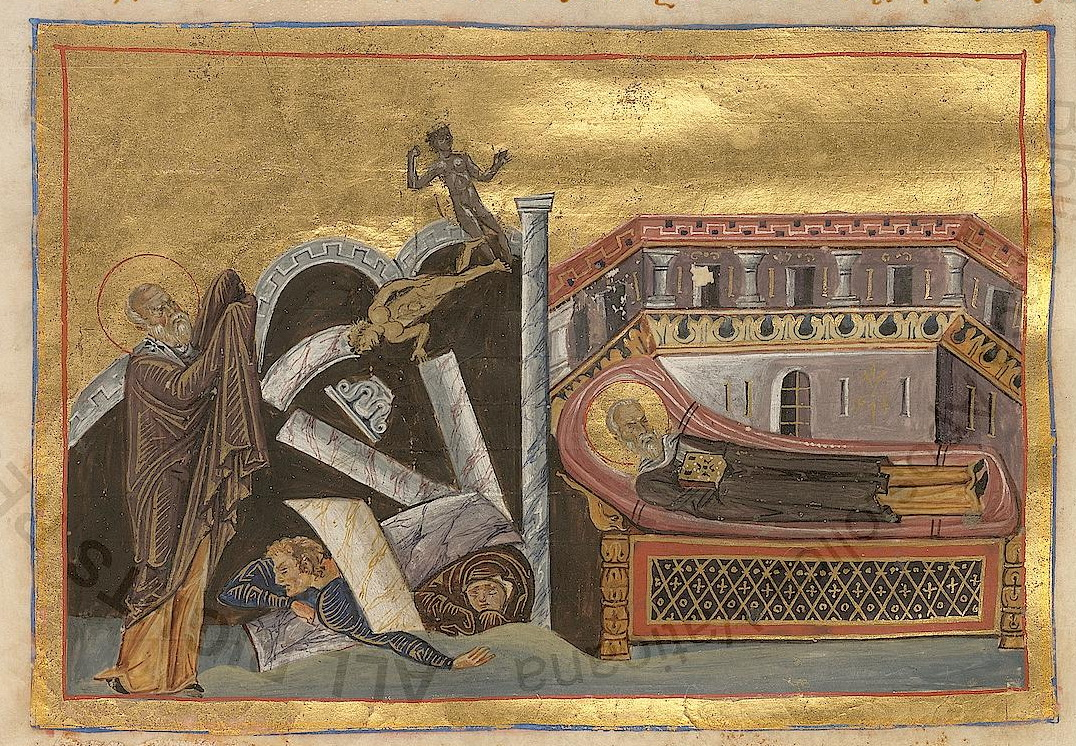
Разрушение языческого храма Корнилием (миниатюра Минология Василия II, 979—989 гг.)

Согласно церковному преданию, Корнилий был рукоположён Петром в епископа и прославился чудом разрушения языческого храма в мизийском городе Скепсии, где обратил жителей в христианство. Согласно его житию, Корнилий скончался в глубокой старости и был похоронен рядом с разрушенным им языческим храмом.
В Православной церкви Корнилий почитается в лике священномученика, память совершается 26 сентября (13 сентября по старому стилю). Вместе с тем его называют и исповедником, при этом традиционно святые, пережившие мучения, но умершие своей смертью, относятся именно к исповедникам. В Католической церкви память Корнилия совершается 2 февраля.
По мнению многих комментаторов, Корнилий мог быть потомком одного из 10 000 рабов, освобождённых и сделанных римскими гражданами диктатором Луцием Корнелием Суллой, а также получивших его родовое имя Корнелий.